# The Sheriff's Oath
The Sheriff's Oath er en amerikansk stumfilm fra 1920 af Phil Rosen.

## Medvirkende
- Hoot Gibson
- Arthur Mackley
- Martha Mattox
- Josephine Hill
- James O'Neill som Jim O'Neal
- J. Herbert Frank som Bert Frank